# Fermentacja propionowa
Fermentacja propionowa – fermentacja wywoływana przez bakterie propionowe.

## Charakterystyka bakterii propionowych
- należą do rodzaju Propionibacterium,
- mają kształt pałeczek,
- są Gram-dodatnie,
- są względnymi beztlenowcami,
- nie wytwarzają przetrwalników,
- mają zastosowanie przy produkcji serów dojrzewających, np. sera edamskiego (wytwarzający się kwas octowy i propionowy nadają serom charakterystyczny, nieco ostry smak, a dwutlenek węgla powoduje powstawanie oczek w serze),
- bakterie te towarzyszą bakteriom mlekowym w zakwasach chlebowych, a niekiedy też w kiszonkach.

## Równanie sumaryczne fermentacji propionowej
3CH3CHOHCOOH → 2CH3CH2COOH + CH3COOH + CO2 + H2O + kcal
(kwas mlekowy → kwas propionowy + kwas octowy + energia)